# Zinnober (Fest)

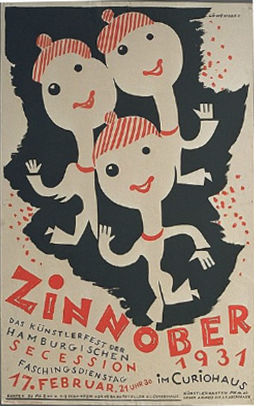
Plakat von Kurt Löwengard zum Zinnober 1931

Zinnober war der Titel, den die Hamburgische Sezession ihren Faschingsfesten in den Jahren 1928 bis 1933 gab. Es waren eigenständige Feste neben den bekannten Hamburger Künstlerfesten, sie fanden wie diese im Curiohaus an der Rothenbaumchaussee statt. Der Titel war eine Anlehnung an die von Kurt Schwitters in Hannover in den 1920er Jahren durchgeführten Zinnoberfeste. Die dekorative Ausstattung der Veranstaltungen war weniger spektakulär als die der Künstlerfeste, das Augenmerk lag auf der Nutzung des Faschings zu einer kulturpolitischen Satire bis Abrechnung. 
Die Mitglieder der Sezession kleideten sich zu diesen Festen einheitlich mit roten Kappen und Pullovern und weißen Hosen. Vorgetragen wurden Revuen und Attraktionen, so veranstaltete man auf dem ersten der Zinnober ein „Kunstzerstörungskabinett“, während dessen auf Kunstwerke geschossen werden sollte. Begleitet waren die Feiern mit der Herausgabe von Faltblättern und Almanachen mit ironischen, kritischen aber auch selbstkritischen Stellungnahmen. Insbesondere die Veröffentlichungen von Karl Kluth, mit denen „die deutsche Spießermentalität“ und der militärische Geist des Nationalsozialismus wie auch dessen kunstideologische Borniertheit angegriffen wurde, galten als mit spitzem Stift geschrieben und führten teilweise zu Anzeigen und Prozessen. Weitere Sezessionisten, deren aktive Beteiligung an den Zinnobern überliefert blieben, waren Willem Grimm, Hans Leip, Ernst Lewalter, Dorothea Maetzel-Johannsen, Emil Maetzel, Fritz Kronenberg und Otto Tetjus Tügel.